# (3229) Solnhofen
(3229) Solnhofen ist ein Asteroid des Hauptgürtels, der am 9. August 1916 vom dänischen Astronomen Holger Thiele in der Sternwarte in Hamburg-Bergedorf entdeckt wurde. 
Benannt wurde der Asteroid nach der Gemeinde Solnhofen im mittelfränkischen Landkreis Weißenburg-Gunzenhausen, die insbesondere für ihre Kalkvorkommen und Fossilienfunde bekannt ist.